# Axiome de la paire
En mathématiques, l'axiome de la paire est l'un des axiomes de la théorie des ensembles, plus précisément des théories des ensembles de Zermelo et de Zermelo-Fraenkel.

## Exposition
Essentiellement, l'axiome affirme que :
deux ensembles quelconques peuvent toujours former un nouvel ensemble, que l'on appelle paire, auquel ils appartiennent tous deux et ce sont les seuls.
Dans le langage formel de l'axiomatique de Zermelo-Fraenkel, l'axiome s'écrit :
{\displaystyle \forall a\ \forall b\ \exists c\ \forall x[x\in c\Leftrightarrow (x=a\vee x=b)]}
qui se lit en français :
étant donné a et b deux ensembles, il existe un ensemble c tel que, pour tout ensemble x, x est un élément de c si et seulement si x est égal à a ou à b.
L'axiome exprime que, pour deux ensembles quelconques a et b, il est possible de trouver un ensemble c dont les éléments sont précisément a et b. L'axiome d'extensionnalité peut être utilisé pour démontrer que cet ensemble c est unique. L'ensemble c est noté {a, b}. Il est appelé paire de a et de b quand a ≠ b, et singleton a, quand a = b. Dans ce dernier cas, {a, a} peut être abrégé en {a}.
En théorie des ensembles, on considère parfois qu'un singleton est un cas particulier de paire,
pour des raisons de commodité d'expression dans les premiers développements. On parle donc de la paire de a et de b même si l'on n'a pas supposé que a≠b. C'est contraire à l'usage dans le reste des mathématiques, par exemple en combinatoire (quand on compte les paires d'éléments d'un ensemble fini, on ne comprend pas les singletons). Pratiquement, les domaines sont suffisamment disjoints pour qu'il n'y ait pas d'ambiguïté.
L'axiome de la paire est suffisamment simple et primitif pour apparaître comme axiome ou être démontrable, sous une forme éventuellement restreinte (par exemple si la théorie est typée), dans n'importe quelle théorie qui axiomatise la notion d'ensemble.

## Généralisation
L'axiome de la paire peut être généralisé aux ensembles finis quelconques. On a le schéma de propositions suivant :
{\displaystyle \forall a_{1}\cdots \forall a_{n}\ \exists c\ \forall x[x\in c\Leftrightarrow (x=a_{1}\vee \cdots \vee x=a_{n})]}
qui signifie que :
étant donné des ensembles a1, …, an il existe un ensemble c dont les éléments sont précisément a1, …, an.
Cet ensemble c est encore unique d'après l'axiome d'extensionnalité, et est noté {a1, …, an}.
Cette généralisation est bien un schéma de propositions : une proposition pour chaque entier donc une infinité de propositions. À ce stade il n'est pas nécessaire d'avoir défini en théorie des ensembles la notion d'entier, ou d'ensemble fini. Les entiers qui interviennent sont nécessairement ceux du métalangage. Un énoncé ne peut avoir un nombre de quantificateurs qui dépend d'un objet de la théorie. Avec les entiers de la théorie des ensembles il faudrait dire les choses autrement.
Chacune des propositions du schéma est donc associée à un entier naturel non nul n (du métalangage). On peut ajouter pour n = 0, l'existence de l'ensemble vide, qui est d'une certaine façon un cas particulier du schéma, si l'on se souvient que l'absurde est, sémantiquement, « élément neutre » de la disjonction :
∃c ∀x x ∉ c.
Comme on n'a pas précisé que les ai sont distincts (c'est inutile), la proposition d'ordre n a pour conséquence logique immédiate toutes les propositions d'ordre inférieur non nul.
Le cas n = 1 est comme on l'a vu conséquence de l'axiome de la paire avec a = a1 et b = a1. Le cas n = 2 est l'axiome de la paire. Les cas n > 2 peuvent être démontrés en utilisant l'axiome de la paire et l'axiome de la réunion appliqués de multiples fois. Par exemple, pour démontrer le cas n = 3, nous utilisons l'axiome de la paire trois fois, pour produire successivement la paire {a1 , a2 }, le singleton {a3 }, puis la paire { { a1 , a2 }, { a3 } }. L'axiome de la réunion fournit alors le résultat désiré, { a1 , a2 , a3 }.
Chaque énoncé du schéma est donc démontrable en théorie des ensembles. En toute rigueur il faut une récurrence dans le métalangage pour montrer que tous ces énoncés sont des théorèmes.

## Schéma de remplacement et axiome de la paire
L'axiome de la paire pourrait être omis de la théorie des ensembles de Zermelo-Fraenkel, car il se déduit du schéma d'axiomes de remplacement et de l'axiome de l'ensemble des parties. Cependant on évite généralement de le faire, car il intervient, dès les premiers développements de la théorie des ensembles, par exemple pour définir les couples, alors que le schéma de remplacement n'est véritablement utile que pour des développements plus avancés (ordinaux par exemple). Voici comment on le déduit.
Soient deux ensembles quelconques a et b, on souhaite montrer l'existence de la paire {a, b} (éventuellement réduite à un singleton).
On utilise tout d'abord l'existence de l'ensemble vide (démontrable en théorie des ensembles, à partir du schéma d'axiomes de compréhension, donc du schéma d'axiomes de remplacement, voir axiome de l'ensemble vide), noté ∅. D'après l'axiome de l'ensemble des parties on peut montrer l'existence du singleton {∅}, qui est l'ensemble des parties de l'ensemble vide. On en déduit, toujours par le même axiome, l'existence de la paire { ∅, {∅} } qui est l'ensemble des parties du singleton {∅}.
On utilise maintenant la relation fonctionnelle en x et y suivante (voir article schéma d'axiomes de remplacement) :
(x = ∅ et y = a) ou (x = {∅} et y = b)
Associée à l'existence de la paire { ∅, {∅} }, cette relation assure, par remplacement, l'existence de la paire {a, b}.